# Pietro Kandler

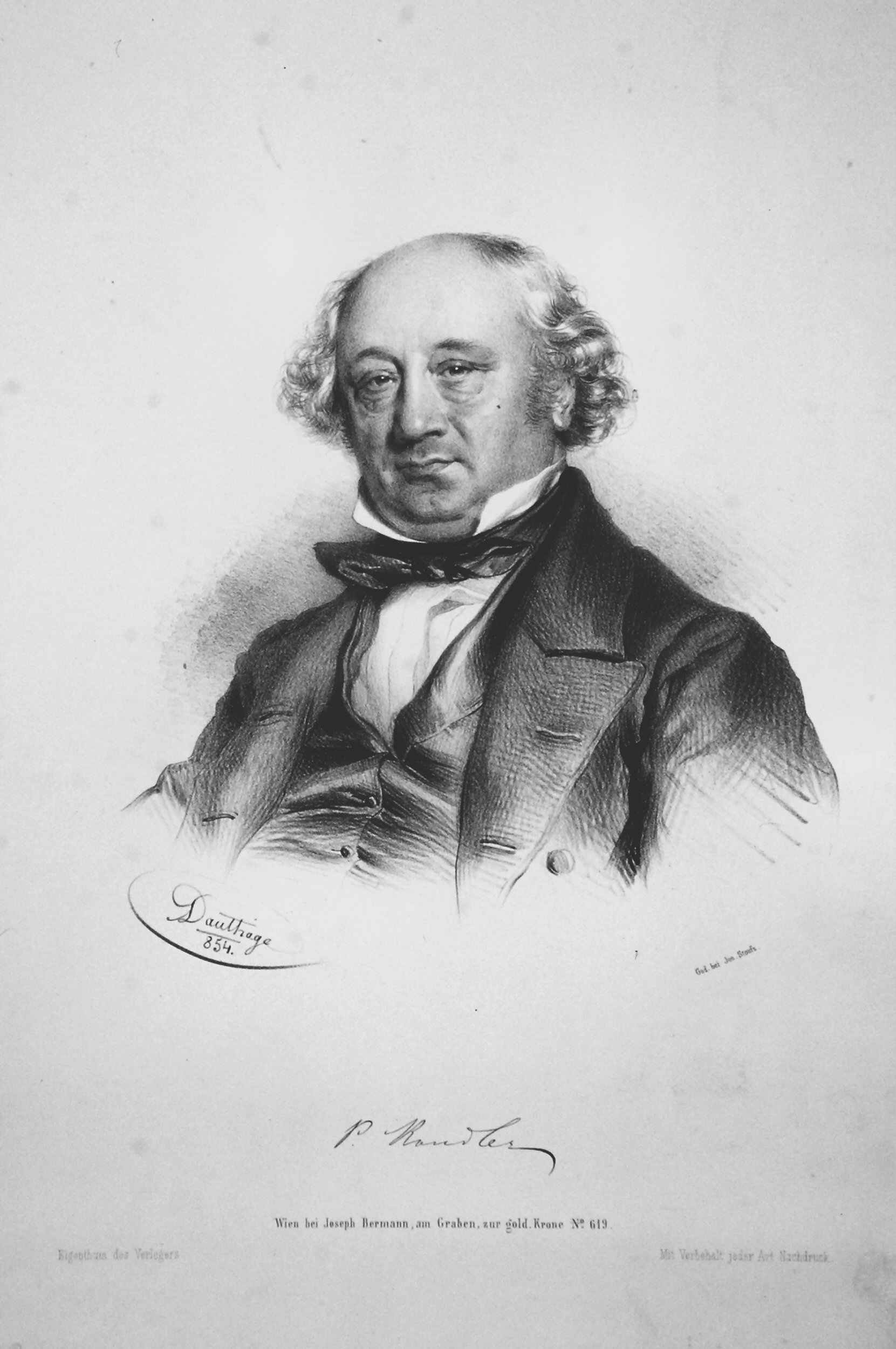
Peter Kandler, Lithographie von Adolf Dauthage, 1954

Pietro Kandler (* 23. Mai 1804 in Triest, 
Kaisertum Österreich; † 18. Januar 1872 ebenda) war ein italienischer Historiker. 

## Leben

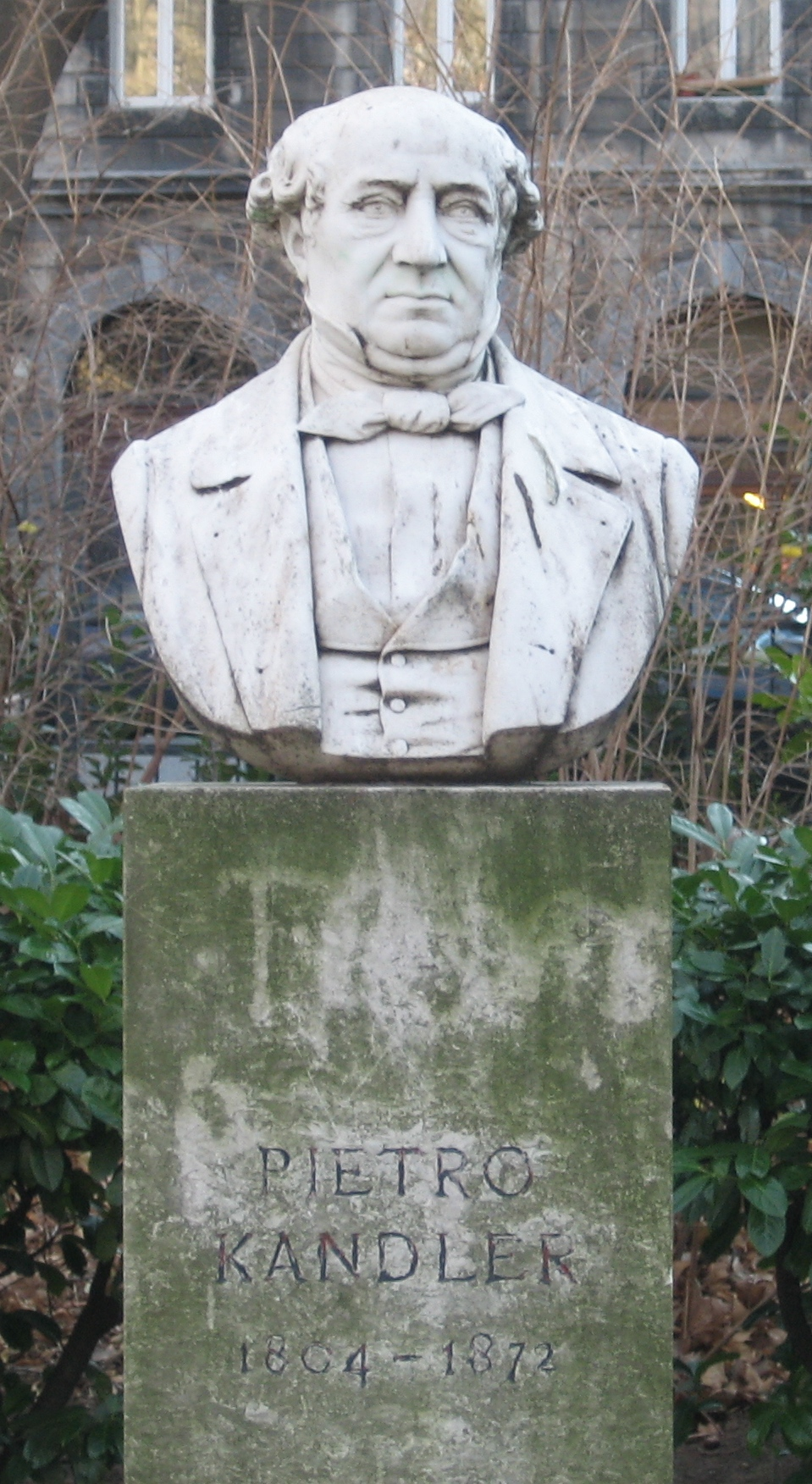
Büste von Pietro Kandler im Triestiner Stadtpark Muzio de Tommasini

Pietro Kandler wurde am 23. Mai 1804 in der damals österreichischen Hafenstadt Triest als Sohn des Bühnenmalers Paolo Kandler und dessen Ehefrau Giovanna Cerutti geboren. Nach dem Besuch der Grundschule in Triest und des Gymnasiums in Koper studierte Kandler Rechtswissenschaften an der Universität von Padua. Nach dem Erwerb seines Diploms kehrte er 1828 nach Triest zurück und begann als Praktikant in der Anwaltskanzlei von Domenico Rossetti. Kandler unterstützte in dieser Zeit Rossetti bei der Veröffentlichung des Archeografo Triestino, einer von der Società di Minerva regelmäßig veröffentlichten wissenschaftlichen Zeitung. 1830 stellte sich Kandler als Finanzbeamter in den Dienst der Stadt Triest. 1840 wurde er Mitglied des Triestiner Stadtrats. Beim Tod seines Mentors Rossetti 1842 übernahm er dessen Mandat als Rechtsanwalt der Stadt Triest und eröffnete selbst eine Anwaltskanzlei. Im Zuge der Revolution von 1848 wurde Kandler zwischen 1848 und 1854 zunehmend im politischen Leben der Stadt aktiv. 
Mit der Veröffentlichung von zahlreichen Schriften über die wirtschaftliche, politische, soziale und literarische Vergangenheit der Stadt Triest wurde Kandler zu einem der bedeutendsten Historiker der julischen und istrischen Region des 19. Jahrhunderts. Seinem Entgegenkommen verdankte der Historiker Georg Voigt maßgeblich den Zugang zu den in Triest lagernden Quellen für seine dreibändige Biographie zu Papst Pius II. (1405–1464).
Kandler starb am 18. Januar 1872 in Triest.

## Werke
Kandler widmete sich in seinen Werken insbesondere der Vergangenheit seiner Heimatstadt Triest und der Region Istrien. In Zusammenarbeit mit der Zeitschrift Archeografo Triestino veröffentlichte er zwischen 1829 und 1835 eine Reihe von Schriften. Von 1846 bis 1852 leitete Kandler die von ihm gegründete Zeitschrift L'Istria, die sich kulturellen, historischen und literarischen Themen widmete. Sein bedeutendstes Werk war der Codice diplomatico istriano, eine Sammlung von antiken Schriften und Regesten, die aus den Jahren 50 bis 1526 stammten und die Kandler ab 1846 veröffentlichte. Viele seiner Schriften erschienen beim Triester Verlag des Österreichischen Lloyd. Zu seinen weiteren Werke zählen unter anderen: 
- Guida al forestiero nella citta di Trieste. I. Papsch & C. Tipografia del Lloyd Austriaco, Trieste 1844, stark erweiterte 2. Auflage 1845 – Kandler bleibt jeweils ungenannt[2] (2. Auflage 1845 - Digitalisat)
- Cenni al forestiero che visita Pola. I. Papsch & C., Tipografia del Lloyd austriaco, Trieste 1845 (Digitalisat, deutsch: Hinweise für Ausländer, die Pula besuchen)
- Notizie storiche di Trieste (veröffentlicht unter dem Pseudonym Giovannina Bandelli), Triest (1851)
- Indicazioni per riconoscere le cose storiche del Litorale, Triest (1855)
- Storia del consiglio dei patrizi di Trieste dall'anno MDCCCLXXXII all'anno MDCCCCIX con documenti, Triest 1858
- Tre giorni in Trieste per cura di S. Formiggini  P. Kandler, P. Revoltella e J. B. Scrinzi. Trieste 1858 [erschien in vier Sprachen: italienisch, deutsch, englisch und französisch]
- Raccolta delle leggi, ordinanze e regolamenti speciali per Trieste (auch Raccolta Conti), Triest (1861–1862)
- Codice diplomatico istriano, Triest (1862–1865)
- Emporio e portofranco a Trieste, Triest (1864)
- Per Occasione di via ferrata proposta fra il dravo di Carintia e Trieste pel varco piciano, Tipografia del Lloyd Austriaco, Trieste 1867
- Sulle caverne dell’Istrici, Triest (1872)
- Notizie storiche di Montana (postum), Triest (1875)
- Notizie storiche di Pola (postum), Triest (1876)
- Le Istorie di Trieste (postum), Triest (1919).